# Faculdade de Imperatriz
A Faculdade de Imperatriz (Facimp) é uma faculdade particular brasileira, fundada em 2001. O seu campus principal fica na cidade de Imperatriz, no estado do Maranhão.
A faculdade já implantou 13 cursos de graduação, 11 deles em pleno funcionamento, sendo todos ministrados por profissionais especializados, mestres e doutores e tem como uma das suas principais missões a busca constante pela inovação e modernidade nos métodos e estruturas de ensino. Para dar suporte aos alunos e oferecer as instalações mais adequadas para cada graduação, a faculdade possui uma área total de (85.000m²), sendo 13.846,31 m² de área construída. Desta forma cerca de três mil alunos contam com amplas instalações totalmente climatizadas e adaptadas às mais diversas necessidades.
A FACIMP já se firmou a Região Tocantina. Seu pioneirismo e a qualidade de seu ensino na pré-Amazônia maranhense trouxeram alunos das mais variadas regiões do pais, contribuindo para que imperatriz, ao lado de ser uma das cem maiores cidades brasileiras, também se solidifique como um grande pólo cultural sul-maranhense.

## História
Em maio de 1998, foi fundada a A. Região Tocantina de Educação e Cultura Ltda. (ARTEC), entidade mantenedora da Faculdade de Imperatriz (FACIMP), graças ao dinamismo de seu Presidente, o médico Antônio Leite Andrade, e da Professora MSc. Dorlice Souza Andrade.
Para dar inicio às atividades, a ARTEC requereu ao MEC a autorização para a criação de 10 (dez) cursos, todos abrigados pela FACIMP, instituição de ensino superior privado pioneira, dirigida pela professora MSc. Dorlice Souza Andrade. Em agosto de 2001 começaram as aulas na Faculdade, nos cursos de Odontologia e Turismo.

## Estrutura
O campus da FACIMP é composto por um conjunto de prédios com mais de 60 salas de aula e mais de três blocos de apoio administrativo. Quatro auditórios, dois de até 100 lugares, um de até 150 lugares e o auditório central, de 600 lugares, que dão suporte a eventos realizados por alunos, professores, e pela comunidade imperatrizense e regional.
A instituição conta também com os mais modernos laboratórios, entre eles: Anatomia Humana e Animal, multidisciplinares de Citologia e Microscopia, Física, Informática, Química, Enfermagem e Farmácia.
Foi implantado e está em pleno funcionamento o Hospital Escola da Facimp, este com completas instalações para as aulas praticas de Odontologia, Enfermagem e Farmácia-Bioquimica, e atendimento à comunidade. A FACIMP também dispõe de Centro Esportivo e de Lazer, o Clube da Facimp, com uma área de 30.392,56 m², com piscinas, quadras, bar e restaurante, para entretenimento, lazer e eventos festivos de alunos, professores e demais servidores da instituição.
Outro ambiente diferenciado da instituição é a Fazenda Escola que foi contemplada com uma ampla reforma e ampliação. Na fazenda os alunos dispõem de 170 hectares destinados à pratica de experimentos com animais e plantas. Alem disso, a instituição conta também com um canal universitário, a TV Tocantins (canal 21) afiliada ao Sistema CNT de Televisão. O projeto é coordenado pelos professores e alunos e nele é exibido diariamente o programa “Facimp na TV”, que aborda os assuntos sobre educação, cultura e entretenimento.
Consciente de sua responsabilidade social, a Faculdade desenvolve projetos de pesquisa e atividades de extensão, realizando campanhas educativas e prestação de serviços para a comunidade. Para manter o padrão de excelência e garantir o conforto das instalações da faculdade, a FACIMP tem toda a área de salas, laboratórios, auditórios e a biblioteca central climatizados.
A FACIMP dispõe em seu campus de tecnologias atuais em Hardware e Software para atender a comunidade acadêmica. Com um parque computacional de mais de 200 equipamentos, incluindo DataShow, Scaner, computadores de última geração, impressoras, servidores, roteadores Switchs e HUBs, equipamentos de segurança e armazenamento de dados, No-breaks, etc, a FACIMP é uma referência em tecnologia Internet e desenvolvimento de soluções para gestão acadêmica.
Podemos ressaltar ainda os constantes investimentos em tecnologias de apoio à atividade docente como a instalação em todas as salas de aula de pontos de rede ligados à Internet, Televisões, DVDs e modernos equipamentos de PC-TV que permitem ligar computadores às TV's e vídeos a fim de enriquecer o conteúdo das atividades em sala de aula com informações atualizadas e equipamentos de última geração. Todos esses recursos e serviços estão sob a gerência do Departamento de Informática que tem como missão dar consultoria e desenvolver soluções, no setor de Tecnologia de Informação (TI), voltadas para a melhoria das atividades acadêmicas.
Na ampla rede de serviços de tecnologia de informação oferecidos à comunidade FACIMP, destacam-se: Acesso às informações gerais e acadêmicas em seus níveis de segurança, através de políticas de segurança e criptografia de dados; Toda a comunidade acadêmica está servida por uma infraestrutura de provedor Internet desenvolvida na própria faculdade com acesso à internet 24h por dia; O acervo bibliográfico, juntamente com apostilas das aulas ministradas, poderá ser consultado à distância através de nosso site e todas as dependências da FACIMP estão equipadas com pontos de conexão com a INTERNET 24h, inclusive as salas de aula.

## Biblioteca
A instituição conta com a Biblioteca “Ministro Edson Vidigal”, que inicialmente, seu acervo era constituído exclusivamente por livros do curso de Odontologia (primeiro e segundo ano) foi incorporado à biblioteca já existente do Colégio Ceril - Objetivo, que já possuía livros, periódicos, obras de referência e materiais especiais em diversas áreas do conhecimento.
Após a autorização por parte do MEC para realização de vestibular e início dos primeiros cursos (Odontologia, Turismo, Economia, Ciências Contábeis e Administração de Empresas), é que seu acervo começou a se expandir principalmente na área das Ciências Sociais.
No final do ano de 2000, grande quantidade de livros referentes aos cursos iniciais foi comprada, assim como periódicos especializados, e materiais especiais (fitas de vídeo, CD-ROM, disquetes). Foi necessária a imediata mudança para o prédio onde hoje se encontra instalada. O processamento técnico do acervo (catalogação/classificação) começou com a biblioteca já totalmente informatizada.
A Biblioteca da Faculdade de Imperatriz objetiva prestar serviços bibliográficos nas mais diversas áreas do conhecimento, funcionando como apoio no desenvolvimento de atividades de ensino, pesquisa e extensão dos 13 cursos que atualmente fazem parte da instituição. Tem como objetivos específicos: Adquirir, receber, organizar, manter atualizado e divulgar o material bibliográfico convencional, não convencional audiovisual sobre os assuntos relativos aos programas de ensino da instituição; Elaborar informações e serviços bibliográficos destinados ao corpo docente, discente, técnico e administrativo; Estabelecer e manter intercâmbio documental com pessoas e instituições ligadas aos objetivos da faculdade, possibilitando a criação de redes de informações atualizadas; Promover o aperfeiçoamento constante de seu pessoal, possibilitando a participação em cursos e treinamentos e servir como depósito legal dos documentos produzidos e editados na FACIMP.
Atualmente, a biblioteca da FACIMP é a maior e mais atualizada no que se refere a acervo bibliográfico aqui nesta região. Seu acervo atual comporta 26.853 exemplares incluindo livros, periódicos, obras de referência, materiais especiais etc. Estão cadastrados como usuários cerca de 2.941 usuários entre alunos (graduação, pós-graduação), professores e funcionários.

## Cursos
| Graduações | Pos-graduações |
| Administração Ciências Contábeis Ciências Econômicas Direito Enfermagem Farmácia Normal Superior Odontologia Pedagogia Sistemas de Informação Gestão de Finanças e Projetos Análise de Sistemas |                |